# Nostradamus
Nostradamus, rojen kot Michel de Nostredame, francoski zdravnik, astrolog in jasnovidec, * 14. december 1503, Saint-Rémy-de-Provence, Provansa, (Francija), † 2. julij 1566, Salon-de-Provence (Francija).
Nostradamus je bil velik »videc, prerok, vizionar in zdravilec«. Bil je zdravilec, ki je v času velike črne kuge, ki je usmrtila skoraj tretjino Evropejcev, pozdravil veliko ljudi, ki so bili zapisani smrti. Vsej njegovi moči navkljub pa kugi ni mogel iztrgati svoje lastne družine.
Njegovo preroško delo obsega Centurije, sekstine in razne epistole, namenjen npr. kralju Henriku in sinu cesarju. Poleg tega je pisal še kopico almanahov, ki so bili prevedeni tudi v angleški in italijanski jezik. V bistvu je Nostradamus povzel svoje obsežno znanje o razumevanju astrologije, zgodovine in Svetega pisma (obvladal je vse jezike, v katerih je napisano sveto pismo: hebrejščino, aramejščino, latinščino in grščino, v kateri je napisana nova zaveza). Vse skupaj je povzel v kvartinah, ki so bili prvotno najbrž »almanah« vsega tedanjega znanja s področja »astrologije« in preteklega arabskega osvajanja Evrope preko Španije. Potem je bil primoran vse kvartine premešati med seboj, da niso dale smisla in da se ni moglo potrditi povezanosti s tedanjimi osebami, saj bi ga lahko cerkvena inkvizicija sežgala na grmadi. To je storil zaradi izkustva osebne tragedije brez primere; ko je kuga ponovno izbruhnila, je izgubil prvo ženo in dva otroka, fanta in deklico. Zavedel se je tudi nevarnosti ezoteričnih spisov, ki jih je imel v lasti in velikanske moči ter možnost zlorabe, če bi ti spisi prišli v napačne roke. Zato jih je sežgal. Svojo zapuščino, Stoletja, šestvrstičnice, je šifriral, da bi zaščitil svojo družino, saj se je drugič poročil z bogato vdovo in imel z njo 6 otrok.  
Šifriral je po ključih (Toskana pomeni Italijo oz. njeno najbolj rodovitno področje, Bretanija pa ni Britanija temveč Bretanija, pokrajina v Franciji, ki je privržena krščanstvu) in se posluževal metod kot so elipse (izpuščanja), sinonimi (sopomenke) in anagrami (premetanke). 
Zanimivo je dejstvo, da se je del 7. stoletja izgubil (od 43. vrstičnice). Nekako ga je kasneje dopolnil s sekstinami ("šestvrstičnicami"). Obstaja veliko špekulacij glede tega. Ena izmed njih je tudi, da je to storil Nostradamus namenoma, saj je pomotoma podal ključni podatek, preko katerega se razbere (dešifrira) vse ostale štirivrstičnice. 
Na njegove prerokbe je torej potrebno gledati z vidnega kota astrologije, jezikoslovja, astronomije, tedanjega znanja o Svetem pismu ter s strani zapletenih področij fizike, matematike, numerologije.
Zanimivo dejstvo je, da je Nostradamus omenjal Neptun, čeprav do tedaj še ni bil odkrit. Vse svoje znanje je povezoval z mitološkim ozadjem. Tako je npr. Pozejdon, grški Bog morja, postal Neptun.